# Eugenie Bouchard

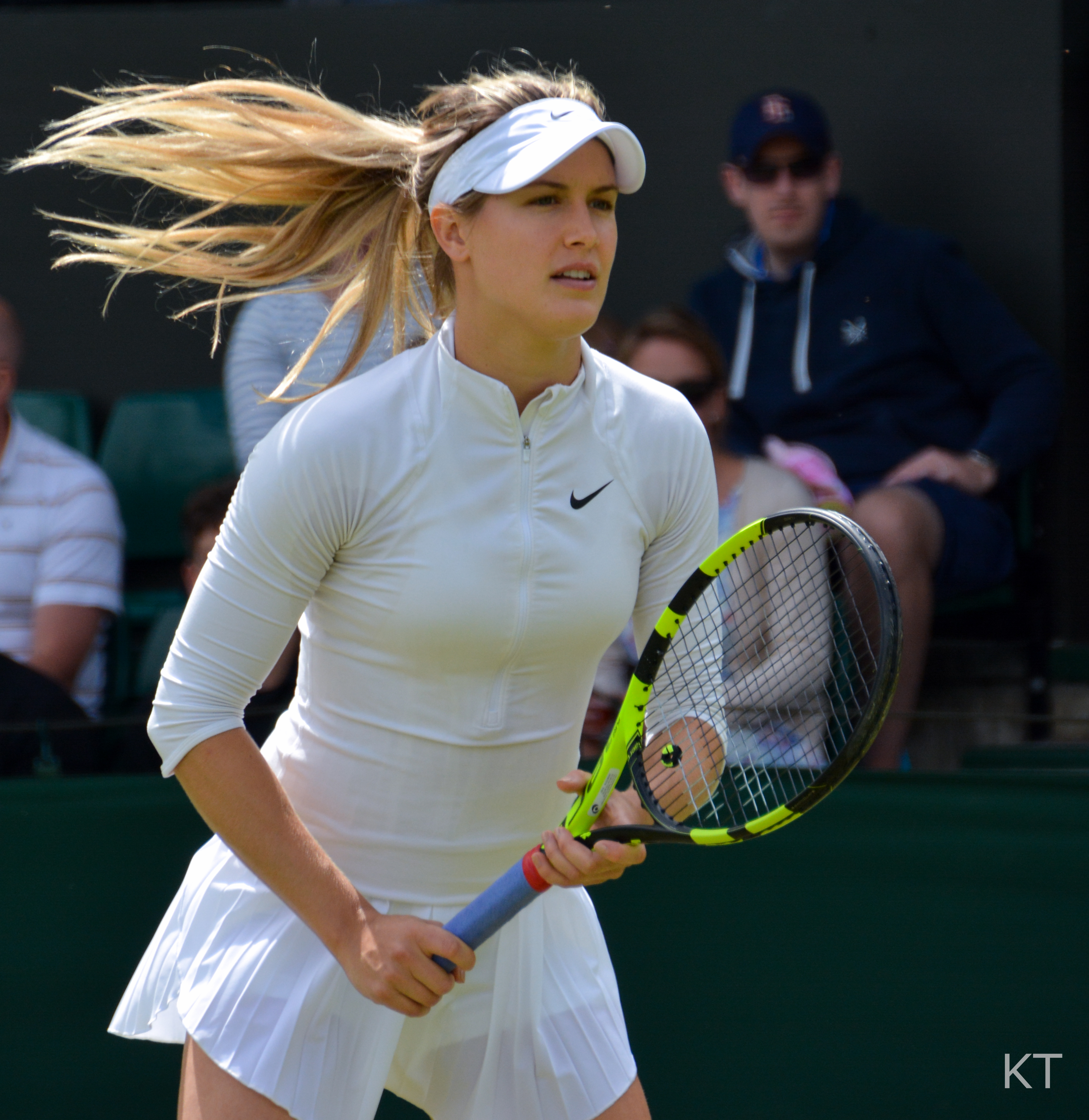
Bouchard tijdens "Middle Sunday" op Wimbledon 2016, de dag waarop traditioneel geen wedstrijden worden gespeeld.

Eugenie Bouchard (Montréal, 25 februari 1994) is een tennisspeelster uit Canada. Zij begon met tennis toen zij vijf jaar oud was. Haar favoriete ondergrond is hardcourt. Zij speelt rechtshandig en heeft een tweehandige backhand. Zij is actief in het proftennis sinds 2009.

## Loopbaan

### Junioren
Vanaf 2007 speelde zij toernooien bij de junioren. In 2008 was zij juniorkampioen in Canada (toernooi van Burlington). In 2009 was zij juniorkampioen "Pan American" (toernooi van Tulsa, VS). In 2011 was zij juniorkampioen dubbelspel op Wimbledon, samen met de Amerikaanse Grace Min. In 2012 was zij nog succesvoller op Wimbledon: niet alleen werd zij juniorkampioen dubbelspel (samen met de Amerikaanse Taylor Townsend) maar bovendien juniorkampioen enkelspel – in de finale versloeg zij de Oekraïense Elina Svitolina.

### Volwassenen
In juni 2008 nam Bouchard voor het eerst deel aan een volwassenentoernooi, het ITF-toernooi van Sumter. Haar eerste ITF-titel veroverde zij in februari 2011 in Burnie (Australië) door in de finale te winnen van de Chinese Zheng Saisai. Zij won zes ITF-titels in het enkelspel en één in het dubbelspel.

#### Enkelspel (WTA)
Tot de hoofdtabel van een WTA-toernooi drong zij voor het eerst door in juli 2011, op het toernooi van Washington – in het enkelspel bereikte zij de tweede ronde. Het jaar erna bereikte zij in Washington de kwartfinale, na het uitschakelen van de als achtste geplaatste Volha Havartsova. Haar eerste grote succes boekte zij op het WTA-toernooi van Charleston 2013, waar zij nummer tien van de wereld Samantha Stosur uitschakelde en het tot de kwartfinales schopte – na dit toernooi stond Bouchard voor het eerst in de top 100. Tot op heden(maart 2021) won zij één WTA-titel: op het toernooi van Neurenberg – in de finale versloeg zij Karolína Plíšková.
Aan het einde van het tennisseizoen 2014 werd Bouchard door de WTA uitgeroepen tot Most improved player of the year 2014. Haar eindejaarsranking was van 32 (eind 2013) gestegen naar de zevende positie.
Haar beste resultaat op de grandslamtoernooien is het bereiken van de finale, op Wimbledon 2014 – zij moest de zege prijsgeven aan de Tsjechische Petra Kvitová. Haar hoogste notering op de WTA-ranglijst is de 5e plaats, die zij bereikte in oktober 2014.
Op 4 september 2015, tijdens het US Open, gleed Bouchard uit over een schoonmaakmiddel op de vloer van een onverlichte kleedkamer. Zij viel met haar hoofd op de grond, en liep een hersenschudding op. Daarna bereikte zij nooit meer haar oude niveau.

#### Dubbelspel (WTA)
Bouchard was in het dubbelspel minder actief dan in het enkelspel. In 2011 speelde zij voor het eerst op
een WTA-hoofdtoernooi, op het toernooi van Washington, samen met de Japanse Misaki Doi. Zij stond in 2013 voor het eerst in een WTA-finale, op het toernooi van Washington, samen met de Amerikaanse Taylor Townsend – zij verloren van het koppel Shuko Aoyama en Vera Doesjevina. In 2019 veroverde Bouchard haar eerste WTA-titel, op het toernooi van Auckland, samen met de Amerikaanse Sofia Kenin, door het koppel Paige Mary Hourigan en Taylor Townsend te verslaan.
Haar beste resultaat op de grandslamtoernooien is het bereiken van de derde ronde. Haar hoogste notering op de WTA-ranglijst is de 103e plaats, die zij bereikte in augustus 2013.

### Tennis in teamverband
In de periode 2011–2018 maakte Bouchard deel uit van het Canadese Fed Cup-team – zij behaalde daar een winst/verlies-balans van 13–4.

## Posities op deWTA-ranglijst
Positie per einde seizoen:
| jaar | rang enkelspel | rang dubbelspel |
| ---- | -------------- | --------------- |
| 2008 | 1104           | –               |
| 2009 | 1068           | –               |
| 2010 | 538            | 527             |
| 2011 | 302            | 362             |
| 2012 | 144            | 191             |
| 2013 | 32             | 132             |
| 2014 | 7              | 230             |
| 2015 | 48             | 365             |
| 2016 | 46             | 1039            |
| 2017 | 81             | 112             |
| 2018 | 89             | 305             |
| 2019 | 220            | 182             |
| 2020 | 141            | 803             |
| 2021 | 246            | 344             |
| 2022 | 323            | 458             |
| 2023 | 273            | –               |
| 2024 | 1007           | 1270            |

## Palmares
| Legenda                 |
| ----------------------- |
| Grandslamtoernooi       |
| Olympische Spelen       |
| Year-End Championships  |
| Premier Mandatory       |
| Premier Five / WTA 1000 |
| Premier / WTA 500       |
| International / WTA 250 |
| Challenger / WTA 125    |

### WTA-finaleplaatsen enkelspel
| nr.              | finale     | toernooi          | ondergrond | tegenstandster      | score         |         |
| ---------------- | ---------- | ----------------- | ---------- | ------------------- | ------------- | ------- |
| gewonnen finales |            |                   |            |                     |               |         |
| 1.               | 2014-05-24 | WTA Neurenberg    | gravel     | Karolína Plíšková   | 6-2, 4-6, 6-3 | details |
| verloren finales |            |                   |            |                     |               |         |
| 1.               | 2013-10-13 | WTA Japan (Osaka) | hardcourt  | Samantha Stosur     | 6-3, 5-7, 2-6 | details |
| 2.               | 2014-07-05 | Wimbledon         | gras       | Petra Kvitová       | 3-6, 0-6      | details |
| 3.               | 2014-09-27 | WTA Wuhan         | hardcourt  | Petra Kvitová       | 3-6, 4-6      | details |
| 4.               | 2016-01-16 | WTA Hobart        | hardcourt  | Alizé Cornet        | 1-6, 2-6      | details |
| 5.               | 2016-03-06 | WTA Kuala Lumpur  | hardcourt  | Elina Svitolina     | 7-6, 4-6, 5-7 | details |
| 6.               | 2020-09-13 | WTA Istanbul      | gravel     | Patricia Maria Țig  | 6-2, 1-6, 6-7 | details |
| 7.               | 2021-03-13 | WTA Guadalajara   | hardcourt  | Sara Sorribes Tormo | 2-6, 5-7      | details |

### WTA-finaleplaatsen vrouwendubbelspel

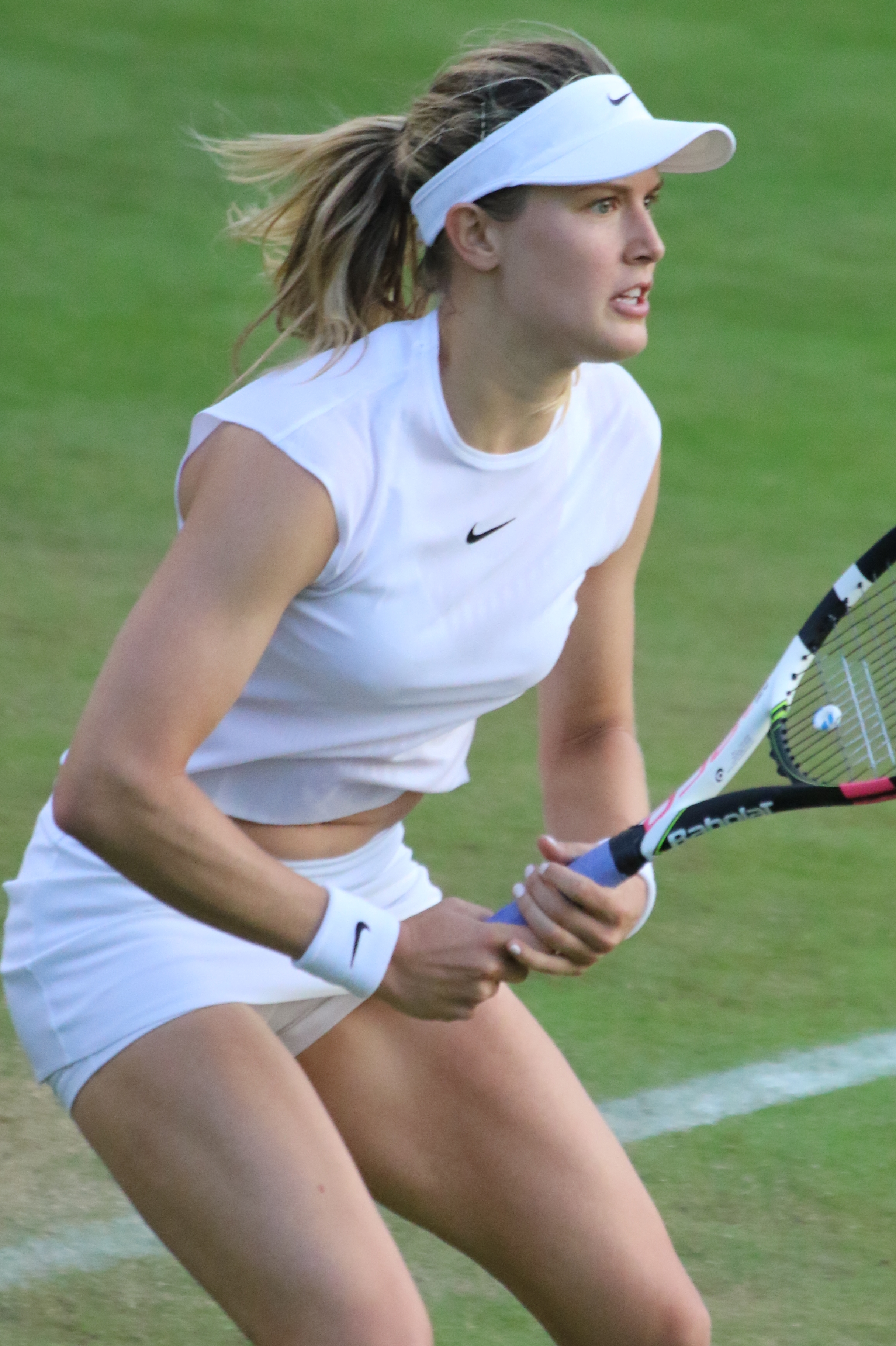
Bouchard tijdens haar verloren wedstrijd tegen Carla Suárez Navarro in de openingsronde van Wimbledon 2017.

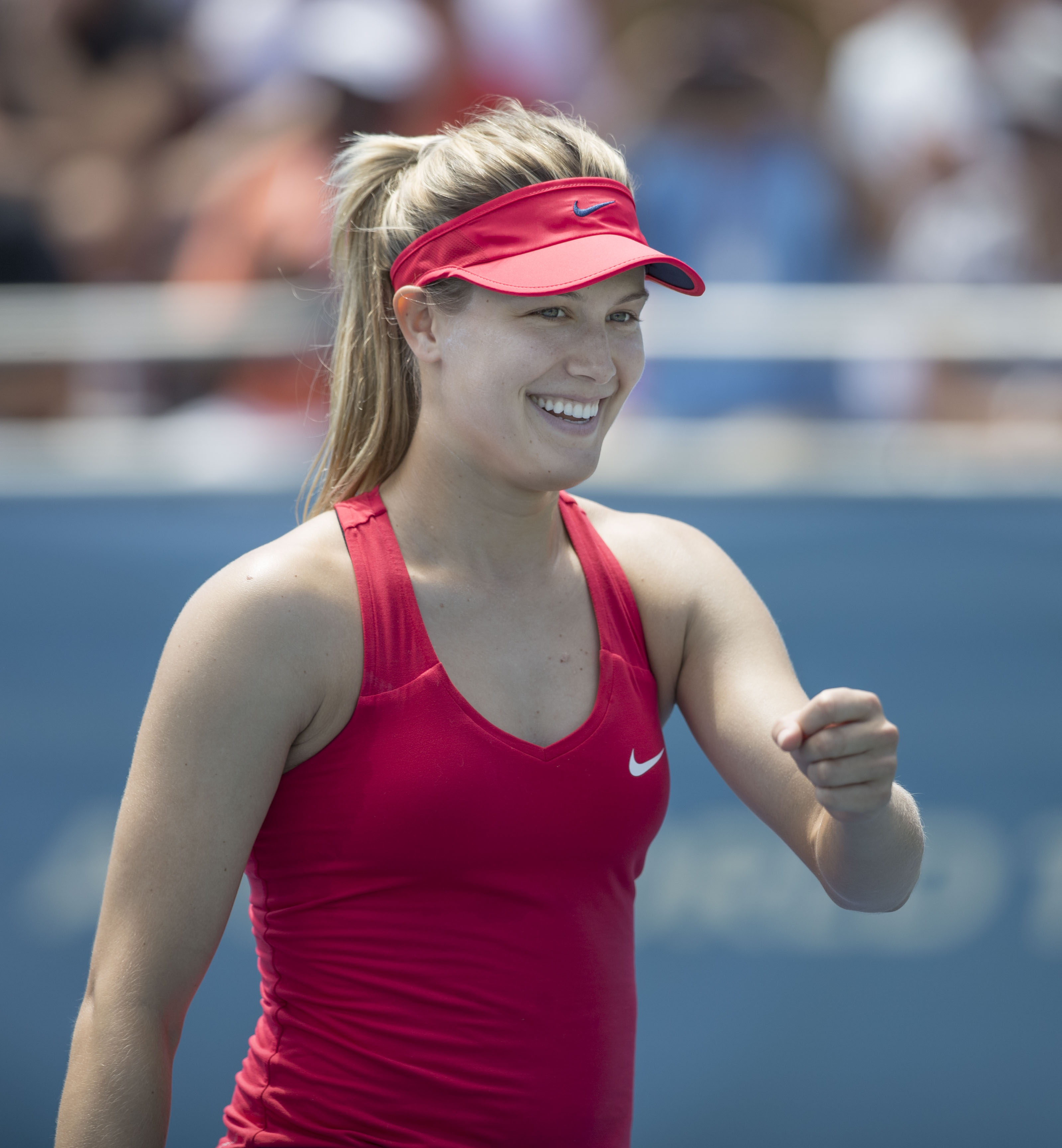
Eugenie Bouchard op het toernooi van Washington, augustus 2017.

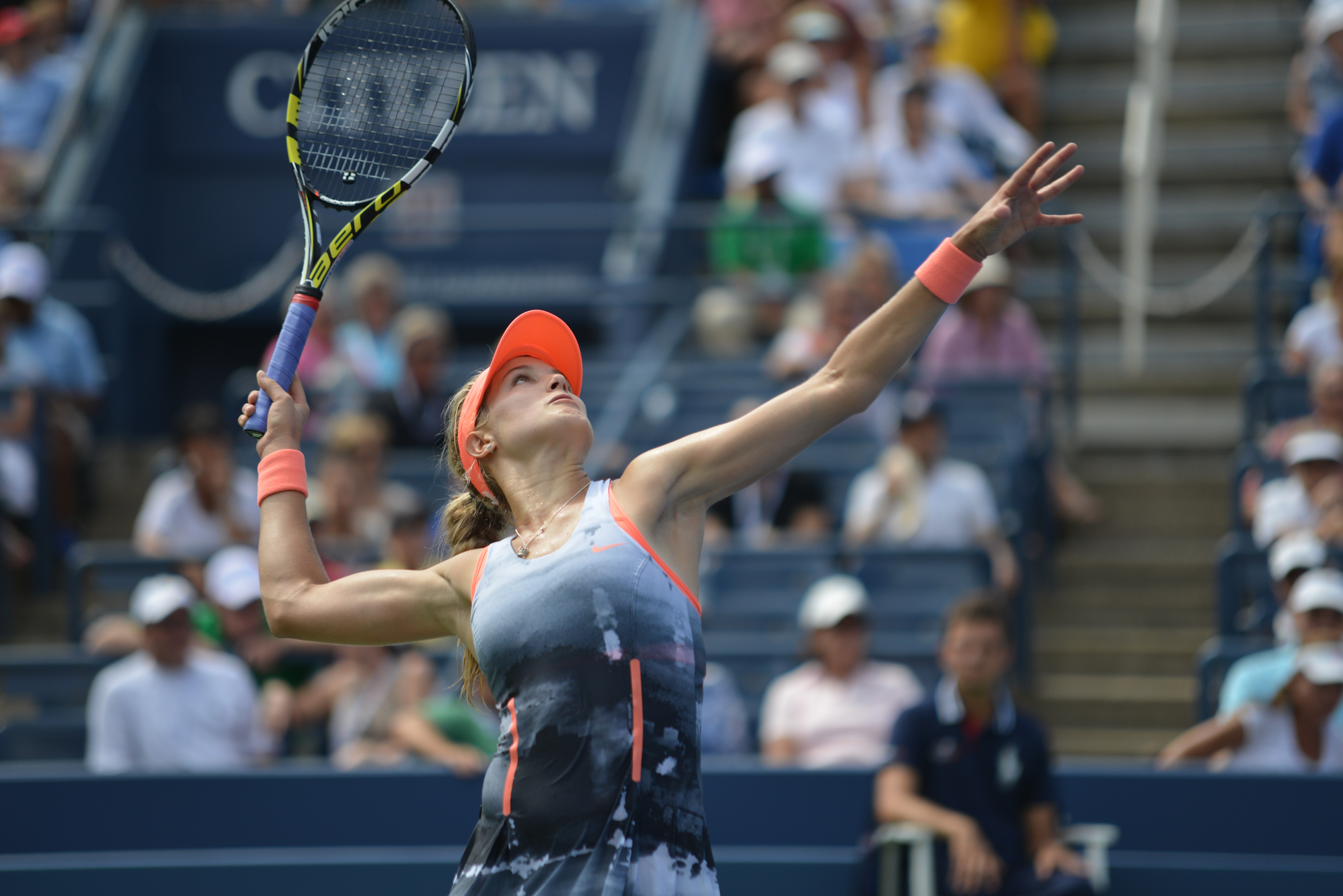
Opslag door Bouchard tijdens haar tweederondewedstrijd op het US Open 2013. Angelique Kerber won (4–6, 6–2, 3–6).

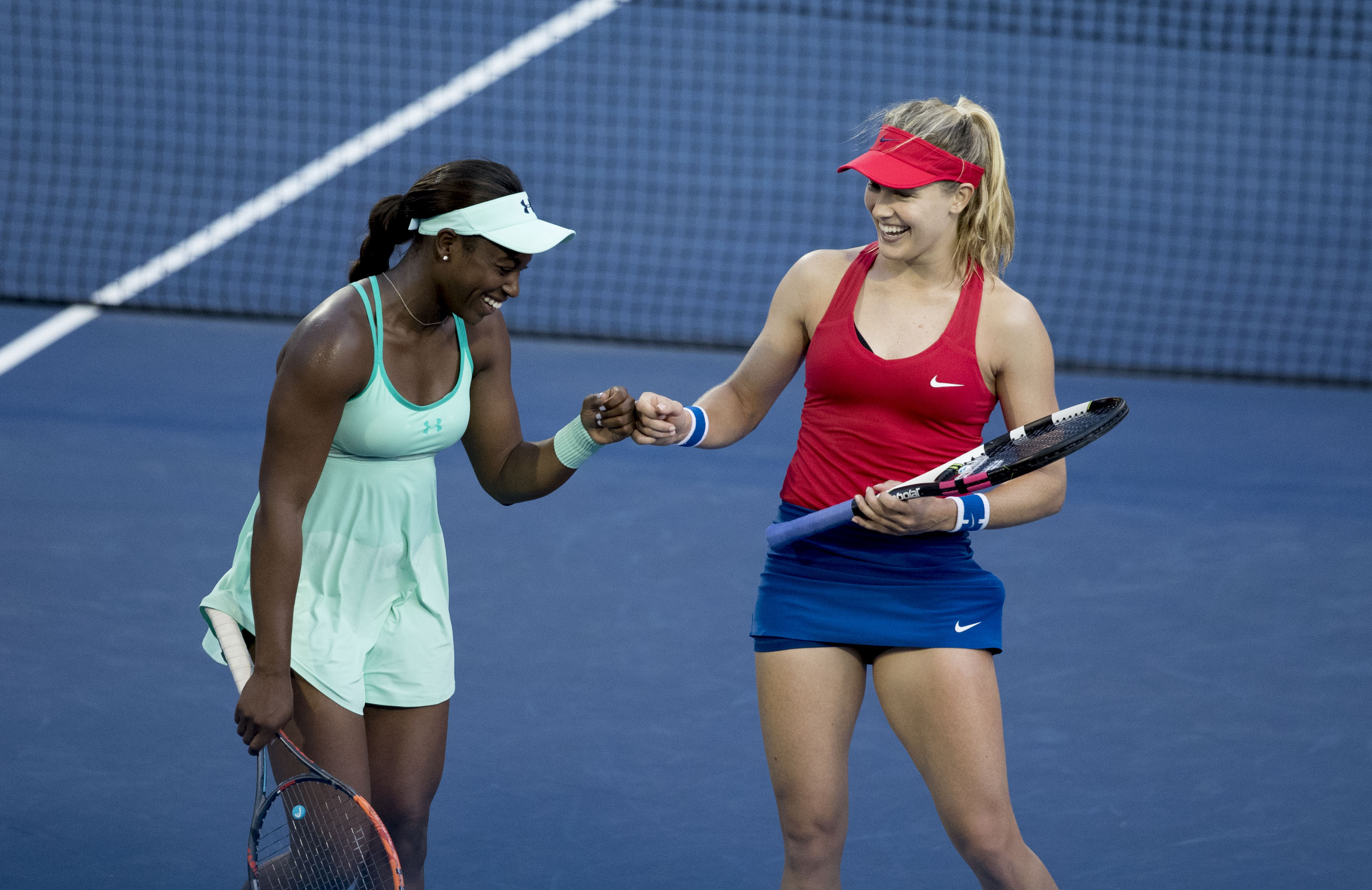
Bouchard speelde op het toernooi van Washington in 2017 samen met Sloane Stephens, met wie zij de finale bereikte.

| nr.              | finale     | toernooi       | ondergrond    | partner          | tegenstandsters                     | score            |         |
| ---------------- | ---------- | -------------- | ------------- | ---------------- | ----------------------------------- | ---------------- | ------- |
| gewonnen finales |            |                |               |                  |                                     |                  |         |
| 1.               | 2019-01-06 | WTA Auckland   | hardcourt     | Sofia Kenin      | Paige Mary Hourigan Taylor Townsend | 1-6, 6-1, [10-7] | details |
| verloren finales |            |                |               |                  |                                     |                  |         |
| 1.               | 2013-08-04 | WTA Washington | hardcourt     | Taylor Townsend  | Shuko Aoyama Vera Doesjevina        | 3-6, 3-6         | details |
| 2.               | 2017-08-05 | WTA Washington | hardcourt     | Sloane Stephens  | Shuko Aoyama Renata Voráčová        | 3-6, 2-6         | details |
| 3.               | 2017-10-21 | WTA Luxemburg  | hardcourt (i) | Kirsten Flipkens | Lesley Kerkhove Lidzija Marozava    | 7-6, 4-6, [6-10] | details |
| 4.               | 2021-03-07 | WTA Lyon       | hardcourt (i) | Olga Danilović   | Viktória Kužmová Arantxa Rus        | 6-3, 5-7, [7-10] | details |

## Resultaten grote toernooien
| Legenda | Legenda                          |
| ------- | -------------------------------- |
| g.t.    | geen toernooi gehouden           |
| l.c.    | lagere categorie                 |
| –       | niet deelgenomen                 |
| G       | uitgeschakeld in de groepsfase   |
| 1R      | uitgeschakeld in de eerste ronde |
| 2R      | uitgeschakeld in de tweede ronde |
| 3R      | uitgeschakeld in de derde ronde  |
| 4R      | uitgeschakeld in de vierde ronde |
| KF      | uitgeschakeld in de kwartfinale  |
| HF      | uitgeschakeld in de halve finale |
| F       | de finale verloren               |
| W       | het toernooi gewonnen            |
| w-v     | winst/verlies-balans             |

### Enkelspel
| toernooi            | 2011 | 2012 | 2013 | 2014 | 2015 | 2016 | 2017 | 2018 | 2019 | 2020 |
| ------------------- | ---- | ---- | ---- | ---- | ---- | ---- | ---- | ---- | ---- | ---- |
| grandslamtoernooien |      |      |      |      |      |      |      |      |      |      |
| Australian Open     | –    | –    | –    | HF   | KF   | 2R   | 3R   | 2R   | 2R   | –    |
| Roland Garros       | –    | –    | 2R   | HF   | 1R   | 2R   | 2R   | –    | 1R   | 3R   |
| Wimbledon           | –    | –    | 3R   | F    | 1R   | 3R   | 1R   | 2R   | 1R   | g.t. |
| US Open             | –    | –    | 2R   | 4R   | 4R   | 1R   | 1R   | 2R   | 1R   | –    |
| Premier Mandatory   |      |      |      |      |      |      |      |      |      |      |
| Indian Wells        | –    | –    | –    | 4R   | 4R   | 3R   | 1R   | 1R   |      |      |
| Miami               | –    | –    | 2R   | 2R   | 2R   | 1R   | 1R   | –    |      |      |
| Madrid              | –    | –    | –    | 1R   | 1R   | 1R   | KF   | –    |      |      |
| Peking              | –    | –    | 2R   | 2R   | 1R   | –    | 1R   | –    |      |      |
| Premier Five        |      |      |      |      |      |      |      |      |      |      |
| Dubai/Doha          | –    | –    | –    | 1R   | –    | 3R   | –    | –    | 2R   |      |
| Rome                | –    | –    | –    | 1R   | 3R   | 3R   | –    | –    |      |      |
| Montréal/Toronto    | 1R   | 2R   | 2R   | 2R   | 1R   | 3R   | 1R   | 1R   |      |      |
| Cincinnati          | –    | –    | 2R   | 2R   | 2R   | 1R   | –    | –    |      |      |
| Tokio/Wuhan         | –    | –    | KF   | F    | –    | –    | –    | –    |      |      |
| olympisch           |      |      |      |      |      |      |      |      |      |      |
| Olympische Spelen   | g.t. | –    | g.t. | g.t. | g.t. | 2R   | g.t. | g.t. | g.t. | g.t. |
| statistieken        |      |      |      |      |      |      |      |      |      |      |
| titels per jaar     | 0    | 0    | 0    | 1    | 0    | 0    | 0    | 0    | 0    | 0    |
| eindejaarsranking   | 302  | 144  | 32   | 7    | 48   | 47   | 81   | 89   | 224  | 141  |

### Vrouwendubbelspel
| toernooi        | 2013 | 2014 | 2015 | 2016 | 2017 | 2018 |
| --------------- | ---- | ---- | ---- | ---- | ---- | ---- |
| Australian Open | –    | 3R   | –    | –    | –    | 1R   |
| Roland Garros   | –    | –    | –    | –    | –    | –    |
| Wimbledon       | 3R   | 1R   | –    | 1R   | –    | –    |
| US Open         | 1R   | –    | 2R   | –    | 1R   | –    |

### Gemengd dubbelspel
| toernooi        | 2013 |    | 2015 |
| --------------- | ---- | -- | ---- |
| Australian Open | –    | –  |      |
| Roland Garros   | –    | 1R |      |
| Wimbledon       | 1R   | –  |      |
| US Open         | –    | 2R |      |